# Belleview
Belleview is een plaats (city) in de Amerikaanse staat Florida, en valt bestuurlijk gezien onder Marion County.

## Demografie
Bij de volkstelling in 2000 werd het aantal inwoners vastgesteld op 3478.
In 2006 is het aantal inwoners door het United States Census Bureau geschat op 4003, een stijging van 525 (15,1%).

## Geografie
Volgens het United States Census Bureau beslaat de plaats een oppervlakte van
4,7 km², geheel bestaande uit land. Belleview ligt op ongeveer 23 m boven zeeniveau.

## Plaatsen in de nabije omgeving
De onderstaande figuur toont nabijgelegen plaatsen in een straal van 32 km rond Belleview.